# Гайсинский спиртовой завод
Гайсинский спиртовой завод — предприятие пищевой промышленности в городе Гайсин Гайсинского района Винницкой области Украины.

## История
Небольшой винокуренный завод в уездном городе Гайсин Гайсинского уезда Подольской губернии Российской империи был построен в XIX веке. При заводе был построен казенный винный склад.
Во время первой русской революции рабочие завода участвовали в забастовках и демонстрациях (забастовке рабочих сахарного, пивоваренного и винокуренного завода в Гайсине в конце ноября — начале декабря 1905 года и др.).
После начала первой мировой войны положение завода осложнилось в связи с введением 21 августа 1914 года запрета на продажу спиртного и ограничением производства спирта. В дальнейшем, завод был закрыт и законсервирован.
После Февральской революции, в марте 1917 года в Гайсине возник Совет рабочих, крестьянских и солдатских депутатов, а в апреле 1917 года — профсоюзная организация, по решению которой на предприятиях был установлен 8-часовой рабочий день.
После Октябрьской революции на заводе был введён рабочий контроль над производством.

### 1918—1991
В январе 1918 года в Гайсине была установлена Советская власть, но уже в начале марта 1918 года его оккупировали австро-немецкими войсками (которые оставались здесь до ноября 1918 года), в дальнейшем Гайсин оказался в зоне боевых действий гражданской войны.
В ходе советско-польской войны 15 мая 1920 года Гайсин захватили польские войска, но 14 июня 1920 город освободили части РККА и Советская власть была восстановлена. Пострадавший винокуренный завод был восстановлен и возобновил работу под названием Гайсинский спиртовой завод.
В ходе индустриализации 1930-х годов спиртзавод был оснащён новым оборудованием, реконструирован и расширен. Аппаратница спиртзавода М. А. Рокач стала ударником труда и стахановцем.
В ходе Великой Отечественной войны 25 июля 1941 года Гайсин оккупировали немецкие войска, которые предприняли усилия, чтобы восстановить и использовать в своих целях промышленные предприятия города. В конце 1941 года на спиртзаводе возникла советская подпольная группа, которая срывала выпуск продукции и её отправку в Германию.
16 марта 1944 года части 232-й стрелковой дивизии РККА освободили Гайсин, началось восстановление города. В соответствии с четвёртым пятилетним планом восстановления и развития народного хозяйства СССР спиртзавод был восстановлен и возобновил работу.
В 1960е годы на спиртзаводе был построен новый цех, что увеличило его производственные мощности. В результате, выполнение плановых показателей восьмой пятилетки (1966—1970) спиртзавод завершил досрочно, до 7 ноября 1970 года.
В целом, в советское время спиртзавод входил в число ведущих предприятий райцентра.

### После 1991
После провозглашения независимости Украины завод перешёл в ведение Государственного комитета пищевой промышленности Украины.
После создания в июне 1996 года государственного концерна спиртовой и ликеро-водочной промышленности «Укрспирт», завод был передан в ведение концерна «Укрспирт».
В январе 2000 года Кабинет министров Украины разрешил заводу производство компонентов для моторного топлива, в июле 2000 года была утверждена государственная программа «Этанол», предусматривавшая расширения использования этилового спирта в качестве энергоносителя, и завод (вместе с другими государственными спиртзаводами) был включён в перечень исполнителей этой программы.
В июле 2010 года государственный концерн «Укрспирт» был преобразован в государственное предприятие «Укрспирт», завод остался в ведении ГП «Укрспирт».